# Leucocephalus
Leucocephalus wewersi
Genre
Espèce
Leucocephalus est un genre fossile de thérapsides biarmosuchiens de la famille des Burnetiidae datant du Wuchiapingien (Permien supérieur). Il a été trouvé dans la zone d'assemblage de Tropidostoma (en) du bassin principal du Karoo en Afrique du Sud. C'est un taxon monotypique qui ne contient qu'une seule espèce, Leucocephalus wewersi. 

## Systématique
Le genre Leucocephalus et l'espèce Leucocephalus wewersi ont été décrits en 2018 par Michael O. Day (d), Roger M. H. Smith (d), Julien Benoit (d), Vincent Fernandez (d) et Bruce Sidney Rubidge (d).

## Découverte
Le crâne de Leucocephalus a été trouvé dans la zone d'assemblage de Tropidostoma (Tropidostoma) du bassin principal du Karoo en Afrique du Sud. Un seul crâne a été trouvé, situé en 2012 dans une ferme appelée Amandelboom dans la province du Cap Nord. Il a été trouvé sur une pente avec des strates qui abritaient un assemblage de fossiles de tétrapodes dans le bas de la zone d'assemblage de Tropidostoma par un éleveur de moutons local qui l'a ensuite suspendu à une clôture de sa ferme. Bien que le crâne se trouvait à l'extérieur de son site d'inhumation, les strates collées à celui-ci ont été vérifiées pour correspondre à celles de la section de falaise adjacente.

## Paléoenvironnement
L'occurrence biostratigraphique du crâne était dans la zone d'assemblage de Tropidostoma la plus basse. Sur la base de la datation antérieure des strates environnantes, le crâne de Leucocephalus est estimé à environ 259 Ma. D'autres thérapsides du permien tardif ont été collectés dans le même intervalle et à proximité, y compris des dicynodontes (Pristerodon mackay, Tropidostoma dubium, Diictodon feliceps), un gorgonopsien et un paréiasaure. Sur la base des découvertes des premiers thérapsidés et biarmosuchiens, ce qui est maintenant l'Afrique australe pourrait avoir été la région d'origine des burnetiamorphes.
Au cours de la période de vie de Leucocephalus, ce qui est considéré comme l'extinction de masse la plus étendue de l'histoire de la terre s'est produite, ce qui a entraîné l'extinction de plus de 80% de toutes les espèces de la Terre. On suppose que la cause de cette extinction de masse à la fin du Permien est le changement climatique induit par le dégazage volcanique du CO2 qui conduit à une cascade de réponse biotique.

## Description et paléobiologie
Comparé à leurs ancêtres pélycosaures, Leucocephalus et d'autres thérapies précoces se distinguent par un positionnement des jambes plus vertical (semblable à un mammifère) sous leur corps, une fenêtre temporale plus grande et une complexité et une puissance accrues de la mâchoire.
Comme les autres Burnetiidae, les crânes de Leucocephalus présentent de nombreuses protubérances et bosses osseuses distinguées lui donnant une apparence cahoteuse. Celles-ci incluent des «cornes» supratemporelles appariées formées par les squamosals et les pariétaux. En vue latérale, une crête en forme de bosse s'étendant de l'extérieur vers le préfrontal est présente sur le nez. Le museau est particulièrement haut et la région supra-orbitaire contient de grands bosses triangulaires.
Parmi les autres membres de la famille des Burnetiidae, Leucocephalus possède des caractéristiques distinctes uniques à son genre monophylétique. Cela inclut un processus de vomérine plus long et plus rond que d'habitude qui est visible en vue palatine. Le maxillaire comprend la majorité du museau et est également plus gros que d'habitude. Leucocephalus a également une disposition plus aléatoire de surfaces surélevées polygonales et de tranchées irrégulières sur le maxillaire que ce qui est observé chez d'autres burnetiamorphes. Ceci est supposé être des indicateurs d'un derme épaissi ou d'une peau kératinisée,. Leucocephalus présente un processus intranarien sinueux. Les processus intranariens sont courants chez les mammifères comme les thérapsides, mais ils sont généralement droit chez les biarmosuchiens.

## Étymologie
Le nom générique, Leucocephalus, dérive du grec ancien λευκός, leukós, « blanc », et κεφαλή, kephalế, « tête, crane », et fait référence à un fossile de couleur pâle.
L'épithète spécifique, wewersi, a été donnée en l'honneur de Klaus ‘Klaasie’ Wewers, l'employé de la ferme qui a trouvé le crâne fossile.

## Publication originale
- (en) Michael O. Day, Roger M. H. Smith, Julien Benoit, Vincent Fernandez et Bruce S. Rubidge, « A new species of burnetiid (Therapsida, Burnetiamorpha) from the early Wuchiapingian of South Africa and implications for the evolutionary ecology of the family Burnetiidae », Papers in Palaeontology, Wiley-Blackwell, vol. 4, no 3,‎ 29 avril 2018, p. 453-475 (ISSN 2056-2799 et 2056-2802, DOI 10.1002/SPP2.1114).